# Bailya morgani
Bailya morgani is een soort in de klasse van de Gastropoda (Slakken).
Het dier komt uit het geslacht Bailya en behoort tot de familie Buccinidae. Bailya morgani werd in 2009 beschreven door Watters.